# Macromitrium aurescens
Macromitrium aurescens är en bladmossart som beskrevs av Georg Ernst Ludwig Hampe 1860. Macromitrium aurescens ingår i släktet Macromitrium och familjen Orthotrichaceae. Inga underarter finns listade i Catalogue of Life.